# Ляхов, Сергей Михайлович
Серге́й Миха́йлович Ля́хов (5 февраля 1910, Казань — 4 апреля 1986, Куйбышев) — советский учёный-гидробиолог, систематик, кандидат биологических наук, почётный член Всероссийского гидробиологического общества.

## Биография
Родился в дворянской семье . Отец — Михаил Николаевич Ляхов, правовед, в свой время защитивший университетский диплом с осуждением смертной казни, кандидат на судебные должности. В 1930-е годы работал школьным библиотекарем. В 1938 году был арестован, по надуманному обвинению был осуждён на 8 лет исправительно-трудовых лагерей и скончался в заключении (по другой версии — был расстрелян). Был реабилитирован в 1958 году.
Сергей Ляхов учился в казанской школе имени Песталоцци. В 1930 году поступил на биологический факультет Казанского государственного университета, которой окончил в 1935 году по специальности ихтиология и гидробиология. Ещё в студенческие годы занялся научной деятельностью, когда под руководством известных зоологов и гидробиологов профессора В. В. Изосимова, В. И. Жадина и Е. С. Неизвестновой-Жадиной принимал участие в разработке методики исследований речного бентоса. По окончании университета работал в Татарском отделении ВНИОРХа, занимался изучением донной фауны Волги.
C 1938 года Сергей Михайлович работал в Крыму на Карадагской биостанции АН УССР, где проводил исследования прибрежных биоценозов Чёрного моря и изучал биологию черноморских десятиногих ракообразных (Decapoda).
После начала Великой Отечественной войны пытался отправиться добровольцем на фронт, но в силу дворянского происхождения ему было отказано. Переехал в Куйбышев, где до окончания войны трудился на Куйбышевском авиационном заводе. Затем работал на кафедре биологии Куйбышевского медицинского института, где продолжил исследовательскую деятельность. Сотрудничая с Зоологическим институтом РАН изучал донную фауну Кутулукского водохранилища, организовал работы по исследованию стока Волги близ строительства Куйбышевской ГЭС. В 1949 году ему была присуждена учёная степень кандидата биологических наук.
В 1959 году Сергей Михайлович стал старшим научным сотрудником и учёным секретарём расположенной в Тольятти Куйбышевской биостанции Института биологии внутренних вод АН СССР (ныне биостанция преобразована в Институт экологии Волжского бассейна РАН). Проводил работы по исследованию бентоса Куйбышевского и Волгоградского водохранилищ, руководил разработкой мероприятий по борьбе с обрастателями гидротехнических сооружений, в первую очередь речной дрейссной. За работы по биологии дрейссены коллектив биостанции был награждён серебряной и бронзовой медалями ВДНХ.
С 1973 по 1978 год Сергей Михайлович был директором Куйбышевской биостанции ИБВВ АН СССР.
Сергей Михайлович являлся постоянным участником многочисленных научных совещаний, конференции, съездов. Некоторое время был председателем Тольяттинского отделения Всесоюзного гидробиологического общества (ВГБО), был избран почётным членом ВГБО.
По свидетельству современников, отличался высокой эрудицией, доброжелательностью, общей культурой. Хорошо разбирался не только в гидробиологии, но и в общей биологии, а также литературе и искусстве. Знал английский язык, долгое время был референтом в реферативном журнале «Общая биология». Хорошо владел статистическими методами в биологии, активно применяя эти, новые для своего времени, методы в научной деятельности, и пропагандируя их, для чего в 1972 году организовал приезд в Тольятти известного учёного, профессора Александра Александровича Любищева, чтобы тот прочёл курс лекций по теории эволюции и математическим методам в исследованиях.
Систематик двукрылых (Diptera), описал несколько новых видов:
- Cryptochironomus macropdus[7]
- Chironomini macropdus[8]

В 1950—1960-х годах часто выступал в театральных постановках различных самодеятельных трупп Ставрополя—Тольятти, успешно играя в пьесах классического и современного репертуара. По собственным словам, если бы не увлечение зоологией беспозвоночных, то стал бы артистом драмы.
Скончался в Куйбышеве в 1986 году.

## Награды
За самоотверженный труд в период Великой Отечественной войны С. М. Ляхов был награждён медалью «За доблестный труд в Великой Отечественной войне 1941—1945 гг.».